# Bahnstrecke Merseburg–Querfurt
| Zug auf dem Viadukt Mücheln (2014) |                                                          |                                                          |                                                          |
| Streckennummer: | 6807                                                     |                                                          |                                                          |
| Kursbuchstrecke (DB): | 586                                                      |                                                          |                                                          |
| Kursbuchstrecke: | 153d (1934)                                              |                                                          |                                                          |
| Streckenlänge: | 36,7 km                                                  |                                                          |                                                          |
| Spurweite: | 1435 mm (Normalspur)                                     |                                                          |                                                          |
| Streckenklasse: | D4 (Merseburg Hbf–Braunsbedra) CE (Braunsbedra–Querfurt) |                                                          |                                                          |
| Streckengeschwindigkeit: | 80 km/h                                                  |                                                          |                                                          |
| Zugbeeinflussung: | PZB                                                      |                                                          |                                                          |
| |                                                          |                                                          |                                                          |
| \| \| \| von Halle (Saale) Hbf \| \| \| \| \| von Schafstädt und von Halle-Nietleben \| \| \| \| −0,017 \| Merseburg Hbf \| Merseburg Hbf \| \| \| \| nach Leipzig-Leutzsch \| \| \| \| \| nach Bebra \| \| \| \| \| Bundesstraße 91 \| \| \| \| 2,213 \| Merseburg Bergmannsring \| Merseburg Bergmannsring \| \| \| \| Straßenbahnstrecke Merseburg–Mücheln \| \| \| \| \| \| \| \| \| \| von Merseburg Gbf, von Leuna und von Leuna Werke \| \| \| \| \| \| \| \| \| 3,840 \| Merseburg Süd bis 1952 Kötzschen \| Merseburg Süd bis 1952 Kötzschen \| \| \| \| \| \| \| \| \| nach Geusa und Stöbnitz \| \| \| \| 4,861 \| Beuna (Geiseltal) \| Beuna (Geiseltal) \| \| \| \| \| \| \| \| \| Anschluss Gewerbegebiet, ehem. bis Großkayna \| \| \| \| \| \| \| \| \| 5,640 \| Beuna Betriebsbahnhof früher Niederbeuna (Bft) \| Beuna Betriebsbahnhof früher Niederbeuna (Bft) \| \| \| \| Neutrassierung 1953 \| \| \| \| \| Bundesautobahn 38 \| \| \| \| 7,125 \| Frankleben \| Frankleben \| \| \| \| ehem. Anschluss Michelwerke Großkayna \| \| \| \| \| Neutrassierung 1936 bzw. 1964 \| \| \| \| 7,670 \| Frankleben Nord \| Frankleben Nord \| \| \| \| Wernsdorf (b Merseburg) \| \| \| \| \| \| \| \| \| 9,380 \| Benndorf (Geiseltal) bis 1952 Wernsdorf (b Merseburg) \| Benndorf (Geiseltal) bis 1952 Wernsdorf (b Merseburg) \| \| \| \| \| \| \| \| 10,550 \| Braunsbedra Pfännerhall bis 2024 Braunsbedra Ost \| Braunsbedra Pfännerhall bis 2024 Braunsbedra Ost \| \| \| 11,550 \| Neumark-Bedra \| Neumark-Bedra \| \| \| 11,8662,30 \| Braunsbedra \| Braunsbedra \| \| \| \| \| \| \| \| 0,0011,863 \| Neumark (Geiseltal) \| Neumark (Geiseltal) \| \| \| \| \| \| \| \| \| Verbindung Neumark (Geiseltal)–Braunsbedra \| \| \| \| \| \| \| \| \| \| Anschluss Gewerbegebiet, ehem. Mineralölwerk Lützkendorf \| \| \| \| \| \| \| \| \| \| Landesstraße 178 \| \| \| \| 13,890 \| Krumpa bis 1941 Lützkendorf \| Krumpa bis 1941 Lützkendorf \| \| \| 14,069 \| Krumpa \| Krumpa \| \| \| \| Straßenbahnstrecke Merseburg–Mücheln \| \| \| \| 16,090 \| Mücheln (Geiseltal) \| Mücheln (Geiseltal) \| \| \| 17,431 \| Mücheln (Geiseltal) Stadt \| Mücheln (Geiseltal) Stadt \| \| \| 17,70 \| Viadukt Mücheln (264 m), Geisel \| Viadukt Mücheln (264 m), Geisel \| \| \| 18,229 \| Mücheln (Geiseltal) \| Mücheln (Geiseltal) \| \| \| \| Landesstraße 178 \| \| \| \| \| Verbindung Mücheln (alt)–Mücheln (Geiseltal) \| \| \| \| \| Stöbnitz \| \| \| \| \| \| \| \| \| 21,60 \| Leipzig Hbf–Eltersdorf (Schnellfahrstrecke) \| Leipzig Hbf–Eltersdorf (Schnellfahrstrecke) \| \| \| 22,34520,400 \| Kilometersprung + 1945 m \| Kilometersprung + 1945 m \| \| \| \| \| \| \| \| 22,090 \| Langeneichstädt früher Niedereichstädt (bis 2018 Bf) \| Langeneichstädt früher Niedereichstädt (bis 2018 Bf) \| \| \| \| \| \| \| \| 28,850 \| Nemsdorf-Göhrendorf (ehem. Bf) \| Nemsdorf-Göhrendorf (ehem. Bf) \| \| \| \| Bundesstraße 180 \| \| \| \| \| Querne \| \| \| \| 32,935 \| Abzw G \| Abzw G \| \| \| \| nach und von Röblingen am See \| \| \| \| \| Anschluss Industriegebiet \| \| \| \| 34,730 \| Querfurt \| Querfurt \| \| \| \| nach Vitzenburg \| \| \| \| \| \| \| \| Quellen: [1][2][3][4][5][6][7][8][9][10] \| \| \| \| |                                                          |                                                          |                                                          |
| Strecke |                                                          | von Halle (Saale) Hbf                                    | von Halle (Saale) Hbf                                    |
| Abzweig geradeaus und von rechts |                                                          | von Schafstädt und von Halle-Nietleben                   | von Schafstädt und von Halle-Nietleben                   |
| Bahnhof | −0,017                                                   | Merseburg Hbf                                            | Merseburg Hbf                                            |
| Abzweig geradeaus und nach links |                                                          | nach Leipzig-Leutzsch                                    | nach Leipzig-Leutzsch                                    |
| Abzweig geradeaus und nach links |                                                          | nach Bebra                                               | nach Bebra                                               |
| Strecke mit Straßenbrücke |                                                          | Bundesstraße 91                                          | Bundesstraße 91                                          |
| Haltepunkt / Haltestelle | 2,213                                                    | Merseburg Bergmannsring                                  | Merseburg Bergmannsring                                  |
| Kreuzung mit U-Bahn geradeaus unten |                                                          | Straßenbahnstrecke Merseburg–Mücheln                     | Straßenbahnstrecke Merseburg–Mücheln                     |
| |                                                          |                                                          |                                                          |
| Abzweig geradeaus und ehemals von links |                                                          | von Merseburg Gbf, von Leuna und von Leuna Werke         | von Merseburg Gbf, von Leuna und von Leuna Werke         |
| |                                                          |                                                          |                                                          |
| ehemaliger Dienststation / Betriebs- oder Güterbahnhof | 3,840                                                    | Merseburg Süd bis 1952 Kötzschen                         | Merseburg Süd bis 1952 Kötzschen                         |
| Abzweig geradeaus und ehemals nach links · Strecke von rechts (außer Betrieb) |                                                          |                                                          |                                                          |
| Kreuzung geradeaus oben (Querstrecke außer Betrieb) · Strecke nach rechts (außer Betrieb) |                                                          | nach Geusa und Stöbnitz                                  | nach Geusa und Stöbnitz                                  |
| Haltepunkt / Haltestelle | 4,861                                                    | Beuna (Geiseltal)                                        | Beuna (Geiseltal)                                        |
| |                                                          |                                                          |                                                          |
| Abzweig geradeaus, ehemals nach links und von links · Abzweig ehemals quer und von rechts |                                                          | Anschluss Gewerbegebiet, ehem. bis Großkayna             | Anschluss Gewerbegebiet, ehem. bis Großkayna             |
| |                                                          |                                                          |                                                          |
| ehemaliger Dienststation / Betriebs- oder Güterbahnhof | 5,640                                                    | Beuna Betriebsbahnhof früher Niederbeuna (Bft)           | Beuna Betriebsbahnhof früher Niederbeuna (Bft)           |
| Strecke von links (außer Betrieb) · Strecke quer (außer Betrieb) · Abzweig geradeaus und ehemals nach rechts |                                                          | Neutrassierung 1953                                      | Neutrassierung 1953                                      |
| Strecke (außer Betrieb) · Brücke |                                                          | Bundesautobahn 38                                        | Bundesautobahn 38                                        |
| Strecke (außer Betrieb) · Bahnhof | 7,125                                                    | Frankleben                                               | Frankleben                                               |
| Strecke (außer Betrieb) · Abzweig geradeaus und ehemals nach links |                                                          | ehem. Anschluss Michelwerke Großkayna                    | ehem. Anschluss Michelwerke Großkayna                    |
| Strecke (außer Betrieb) · Strecke von links (außer Betrieb) · Abzweig ehemals geradeaus, nach links und ehemals nach rechts · Strecke von rechts |                                                          | Neutrassierung 1936 bzw. 1964                            | Neutrassierung 1936 bzw. 1964                            |
| Bahnhof (Strecke außer Betrieb) · Strecke (außer Betrieb) · Strecke (außer Betrieb) · Strecke | 7,670                                                    | Frankleben Nord                                          | Frankleben Nord                                          |
| Strecke (außer Betrieb) · Strecke (außer Betrieb) · Bahnhof (Strecke außer Betrieb) · Strecke |                                                          | Wernsdorf (b Merseburg)                                  | Wernsdorf (b Merseburg)                                  |
| |                                                          |                                                          |                                                          |
| Strecke (außer Betrieb) · Bahnhof (Strecke außer Betrieb) · Strecke (außer Betrieb) · Strecke | 9,380                                                    | Benndorf (Geiseltal) bis 1952 Wernsdorf (b Merseburg)    | Benndorf (Geiseltal) bis 1952 Wernsdorf (b Merseburg)    |
| |                                                          |                                                          |                                                          |
| Strecke (außer Betrieb) · Strecke nach links (außer Betrieb) · Abzweig geradeaus und von rechts (Strecke außer Betrieb) · Haltepunkt / Haltestelle | 10,550                                                   | Braunsbedra Pfännerhall bis 2024 Braunsbedra Ost         | Braunsbedra Pfännerhall bis 2024 Braunsbedra Ost         |
| Strecke (außer Betrieb) · Bahnhof (Strecke außer Betrieb) · Strecke | 11,550                                                   | Neumark-Bedra                                            | Neumark-Bedra                                            |
| Strecke (außer Betrieb) · Strecke (außer Betrieb) · Bahnhof | 11,8662,30                                               | Braunsbedra                                              | Braunsbedra                                              |
| |                                                          |                                                          |                                                          |
| Bahnhof (Strecke außer Betrieb) · Strecke (außer Betrieb) · Strecke | 0,0011,863                                               | Neumark (Geiseltal)                                      | Neumark (Geiseltal)                                      |
| |                                                          |                                                          |                                                          |
| Abzweig geradeaus und nach links (Strecke außer Betrieb) · Strecke quer (außer Betrieb) · Kreuzung (Strecken außer Betrieb) · Abzweig geradeaus und ehemals nach rechts |                                                          | Verbindung Neumark (Geiseltal)–Braunsbedra               | Verbindung Neumark (Geiseltal)–Braunsbedra               |
| |                                                          |                                                          |                                                          |
| Strecke nach links (außer Betrieb) · Strecke quer (außer Betrieb) · Abzweig geradeaus und von rechts (Strecke außer Betrieb) · Abzweig geradeaus und nach rechts |                                                          | Anschluss Gewerbegebiet, ehem. Mineralölwerk Lützkendorf | Anschluss Gewerbegebiet, ehem. Mineralölwerk Lützkendorf |
| |                                                          |                                                          |                                                          |
| Strecke (außer Betrieb) · Brücke |                                                          | Landesstraße 178                                         | Landesstraße 178                                         |
| Bahnhof (Strecke außer Betrieb) · Strecke | 13,890                                                   | Krumpa bis 1941 Lützkendorf                              | Krumpa bis 1941 Lützkendorf                              |
| Strecke (außer Betrieb) · Haltepunkt / Haltestelle | 14,069                                                   | Krumpa                                                   | Krumpa                                                   |
| Kreuzung mit U-Bahn geradeaus unten (Strecken außer Betrieb) · Strecke |                                                          | Straßenbahnstrecke Merseburg–Mücheln                     | Straßenbahnstrecke Merseburg–Mücheln                     |
| Bahnhof (Strecke außer Betrieb) · Strecke | 16,090                                                   | Mücheln (Geiseltal)                                      | Mücheln (Geiseltal)                                      |
| Strecke (außer Betrieb) · Haltepunkt / Haltestelle | 17,431                                                   | Mücheln (Geiseltal) Stadt                                | Mücheln (Geiseltal) Stadt                                |
| Strecke (außer Betrieb) · Brücke über Wasserlauf | 17,70                                                    | Viadukt Mücheln (264 m), Geisel                          | Viadukt Mücheln (264 m), Geisel                          |
| Strecke (außer Betrieb) · Bahnhof | 18,229                                                   | Mücheln (Geiseltal)                                      | Mücheln (Geiseltal)                                      |
| Strecke (außer Betrieb) · Strecke mit Straßenbrücke |                                                          | Landesstraße 178                                         | Landesstraße 178                                         |
| Abzweig geradeaus und nach links (Strecke außer Betrieb) · Abzweig geradeaus und ehemals nach rechts |                                                          | Verbindung Mücheln (alt)–Mücheln (Geiseltal)             | Verbindung Mücheln (alt)–Mücheln (Geiseltal)             |
| Strecke (außer Betrieb) · Brücke über Wasserlauf |                                                          | Stöbnitz                                                 | Stöbnitz                                                 |
| Abzweig ehemals geradeaus und von links · Strecke nach rechts |                                                          |                                                          |                                                          |
| Kreuzung geradeaus oben | 21,60                                                    | Leipzig Hbf–Eltersdorf (Schnellfahrstrecke)              | Leipzig Hbf–Eltersdorf (Schnellfahrstrecke)              |
| Kilometer-Wechsel | 22,34520,400                                             | Kilometersprung + 1945 m                                 | Kilometersprung + 1945 m                                 |
| |                                                          |                                                          |                                                          |
| Haltepunkt / Haltestelle | 22,090                                                   | Langeneichstädt früher Niedereichstädt (bis 2018 Bf)     | Langeneichstädt früher Niedereichstädt (bis 2018 Bf)     |
| |                                                          |                                                          |                                                          |
| Haltepunkt / Haltestelle | 28,850                                                   | Nemsdorf-Göhrendorf (ehem. Bf)                           | Nemsdorf-Göhrendorf (ehem. Bf)                           |
| Brücke |                                                          | Bundesstraße 180                                         | Bundesstraße 180                                         |
| Brücke über Wasserlauf |                                                          | Querne                                                   | Querne                                                   |
| ehemalige Blockstelle | 32,935                                                   | Abzw G                                                   | Abzw G                                                   |
| Abzweig geradeaus, ehemals nach rechts und ehemals von rechts |                                                          | nach und von Röblingen am See                            | nach und von Röblingen am See                            |
| Abzweig geradeaus und von links |                                                          | Anschluss Industriegebiet                                | Anschluss Industriegebiet                                |
| Kopfbahnhof Strecke ab hier außer Betrieb | 34,730                                                   | Querfurt                                                 | Querfurt                                                 |
| Strecke (außer Betrieb) |                                                          | nach Vitzenburg                                          | nach Vitzenburg                                          |
| |                                                          |                                                          |                                                          |
| Quellen: |                                                          |                                                          |                                                          |

Die Bahnstrecke Merseburg–Querfurt (auch Geiseltalbahn) ist eine Nebenbahn in Sachsen-Anhalt. Sie führt von Merseburg über Mücheln nach Querfurt. Wegen der bis 1993 andauernden Braunkohleförderung im Geiseltal wurde die Strecke mehrmals verlegt. Die in Querfurt anschließende Strecke von Röblingen am See nach Vitzenburg ist stillgelegt (1999 bzw. 2003), aber noch vorhanden.

## Geschichte
Die Bahnstrecke wurde im Abschnitt Merseburg–Mücheln am 15. Dezember 1886 eröffnet. 1911 wurde sie bis Querfurt verlängert, wodurch sie keine Stichbahn mehr war. Zahlreiche Betriebe an der Strecke, so die Zuckerfabrik in Körbisdorf 1894 und die Brikettfabrik Pfännerhall 1912, erhielten Gleisanschlüsse.

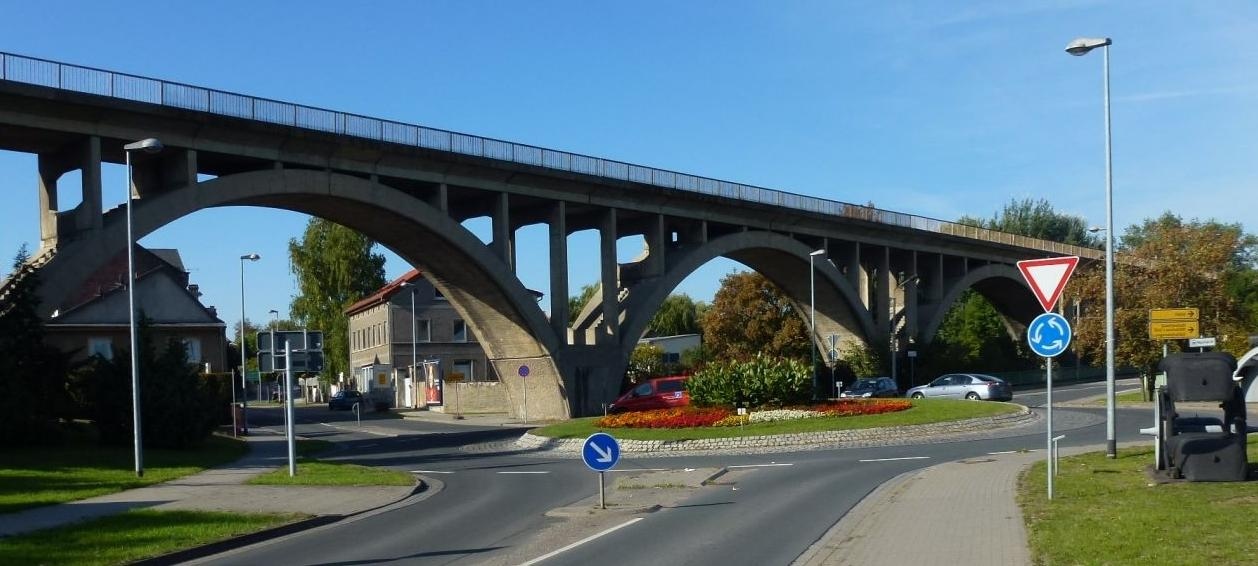
Viadukt Mücheln (2013)

Zur Anbindung der Leunawerke wurde 1917 der Übergabebahnhof Kötzschen (später Merseburg Süd) errichtet. Von diesem Bahnhof aus führte bis 1973 auch eine Werkbahn zur Grube Otto in Neumark und zur Grube Elise II in Mücheln. 1928 wurde als Werkbahn der Leuna-Werke eine Verbindung zum Bahnhof Rössen (ab 1931 Leuna) an der Bahnstrecke Merseburg–Leipzig-Leutzsch erbaut, welche 1972 an das Braunkohlenkombinat übergeben wurde. 1938 wurde der Übergabebahnhof für den Kohleverkehr zwischen den Tagebauen und den Buna-Werken erweitert. 1924 wurde der Abschnitt Kötzschen–Frankleben zweigleisig ausgebaut.
Wegen des Braunkohlebergbaues im Geiseltal musste die Bahn bereits 1935 ein erstes Mal auf drei Kilometern zwischen Frankleben und Neumark verlegt werden, dabei wurde der Bahnhof Wernsdorf an einen neuen Standort etwas weiter nördlich verlegt. Die neue Trasse wurde am 8. Oktober 1936 in Betrieb genommen.
1952 folgte die 2. Verlegung der Geiseltalbahn. Die Strecke wurde zwischen Beuna und Krumpa verlegt, die neue Trasse verlief nördlich von Frankleben, zwischen Wernsdorf und Körbisdorf hindurch und erreichte südlich von Neumark wieder die alte Trasse. Für Frankleben wurde der neue Bahnhof Frankleben Nord errichtet, der bisherige Bahnhof Frankleben blieb für die Bedienung der örtlichen Anschlüsse im Güterverkehr erhalten. Der Bahnhof Wernsdorf wurde aufgehoben, der Bahnhof Neumark wurde etwas weiter nördlich neu errichtet. Die neue Trasse ging am 1. August 1952 in Betrieb. Am 3. Oktober 1954 ging zwischen Krumpa und Mücheln ein zweites Streckengleis in Betrieb
Mit der 2. Verlegung entfiel auch der bisherige Anschluss der Brikettfabrik Pfännerhall an den Bahnhof Wernsdorf. Als Ersatz wurde 1953 der Übergabebahnhof Pfännerhall-Lützkendorf (später Braunsbedra) errichtet, der mit einer Stichstrecke an den verlegten Bahnhof Neumark angebunden wurde.
1958 erfolgte die 3. Verlegung der Bahntrasse, die nun einen weiten Bogen nördlich um Körbisdorf und Benndorf machte. Erst hinter dem Bahnhof Neumark-Bedra mündete die Strecke über den nördlich von Neumark neu gebauten Bahnhof Neumark (Geiseltal) wieder in die Bestandstrasse ein. Die neue Trasse wurde am 27. Juli 1958 eröffnet. Am 18. August 1958 wurde auch eine neue, 2,3 km lange Verbindungskurve von Braunsbedra zum verlegten Bahnhof Neumark in Betrieb genommen. Nach der Streckenverlegung wurde der Abschnitt Mücheln–Merseburg Süd 1959 elektrifiziert.
Die letzte Verlegung wurde zwischen 1962 und 1964 auf 18,2 Kilometern zwischen Frankleben und Mücheln vorgenommen, bei der die Bahn nun einen Großteil des mittleren (nunmehr ehemaligen) Geiseltales weiträumig im Süden umgeht. Die Bahnhöfe Frankleben und Braunsbedra liegen nun an der durchgehenden Strecke, der Bahnhof Krumpa wurde durch einen Haltepunkt in neuer Lage ersetzt und Mücheln erhielt einen neuen Bahnhof. Die verlegte Trasse wurde ebenfalls bis Mücheln elektrifiziert.
Für die neue Trasse wurde bereits ab 1953 zwischen Frankleben und Braunsbedra ein rund 2 km langer und 100 m hoher Damm durch den Tagebau Großkayna aufgeschüttet. In Mücheln wurde das 264 Meter lange Viadukt Mücheln an der Einfahrt zum neuen Bahnhof Mücheln (Geiseltal) erbaut.
Die Inbetriebnahme des Abschnitts Frankleben–Braunsbedra erfolgte am 27. November 1964, der Abschnitt Braunsbedra–Mücheln und die Verbindungskurve zum alten Bahnhof Mücheln folgten am 30. November. Am 1. Dezember erfolgte die feierliche Eröffnung. Die Anbindung des neuen Bahnhofs Mücheln an die Bestandsstrecke Richtung Langeneichstädt erfolgte jedoch erst am 7. Dezember. Erst an diesem Tag wurde der Reisezugverkehr auf die neue Trasse verlagert.
Der Bahnhof Braunsbedra hat mit der Streckenverlegung die Funktion des Übergabebahnhofs für das Mineralölwerk Lützkendorf und das Braunkohlenkombinat (BKK) Geiseltal von den Bahnhöfen Krumpa bzw. Neumark übernommen. Die alte Trasse von Beuna nach Neumark und die Verbindungsstrecke von Neumark nach Braunsbedra wurde noch bis 26. Oktober 1965 weiter betrieben, im Anschluss wurde der Abschnitt Braunsbedbra – Neumark in das Werkbahnnetz des Braunkohlenwerks übernommen. Der alte Bahnhof Mücheln und die Verbindungskurve zum neuen Bahnhof wurden noch bis zum 1. Juli 1967 weiter betrieben.

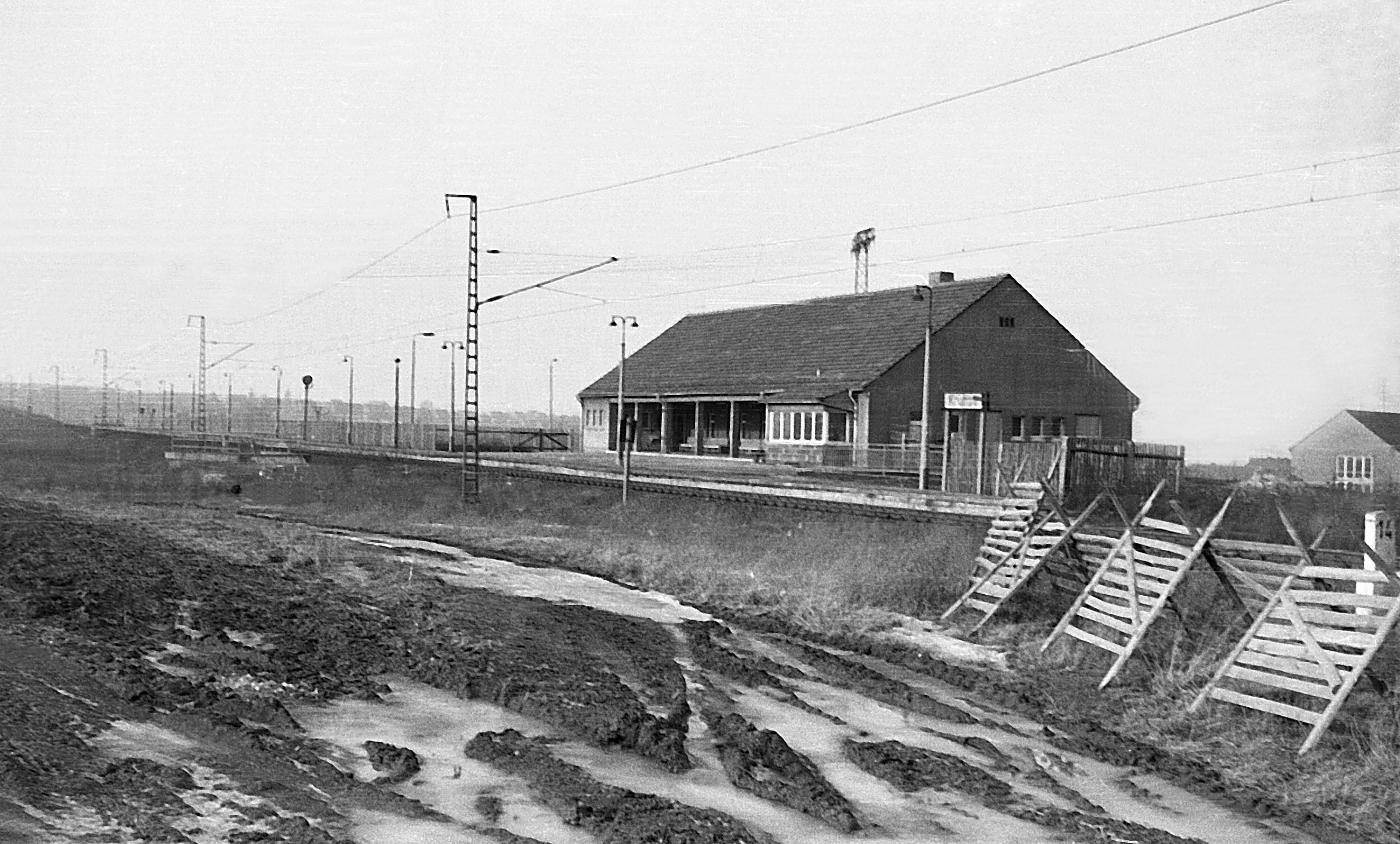
Elektrifizierte Strecke am Haltepunkt Krumpa (1969)

Am 28. Mai 1972 wurde der Haltepunkt Braunsbedra Ost eröffnet.
In Folge der am 30. Juni 1993 eingestellten Braunkohlenförderung im Geiseltal ging das Güterverkehrsaufkommen deutlich zurück. Am 29. Juli 1996 wurde die Oberleitung abgeschaltet und anschließend zurückgebaut. Heute zeugen Reste ehemaliger Anschluss- und Kohlebahnen sowie großer Güterbahnhöfe, wie in Braunsbedra, von der vergangenen industriellen Aktivität im Geiseltal.
Die Burgenlandbahn GmbH übernahm als gemeinsame Tochtergesellschaft von DB Regio AG und Karsdorfer Eisenbahngesellschaft zu Jahresbeginn 1999 den Betrieb. Der Verkehr auf der Strecke war Bestandteil des Verkehrsvertrags über das Netz Sachsen-Anhalt Süd mit dem Land Sachsen-Anhalt, der bis zum 31. Dezember 2006 lief. Nach der 2003 durchgeführten zweiten Ausschreibung wurde das Netz erneut an die mittlerweile reine DB-Tochter Burgenlandbahn für weitere zwölf Jahre bis 2018 vergeben. Dieser Vertrag wurde im Januar 2017 verlängert und lief bis zum 14. Dezember 2019.
Anfang Dezember 2008 begab sich ein Triebwagen der Baureihe 672 ohne jegliche Besetzung durch Personal oder Reisende auf eine Fahrt von Merseburg in Richtung Querfurt. Dabei kam es auch an den Bahnübergängen zu keinem Unfall. Erst kurz vor Querfurt kam das Fahrzeug zum Stehen.

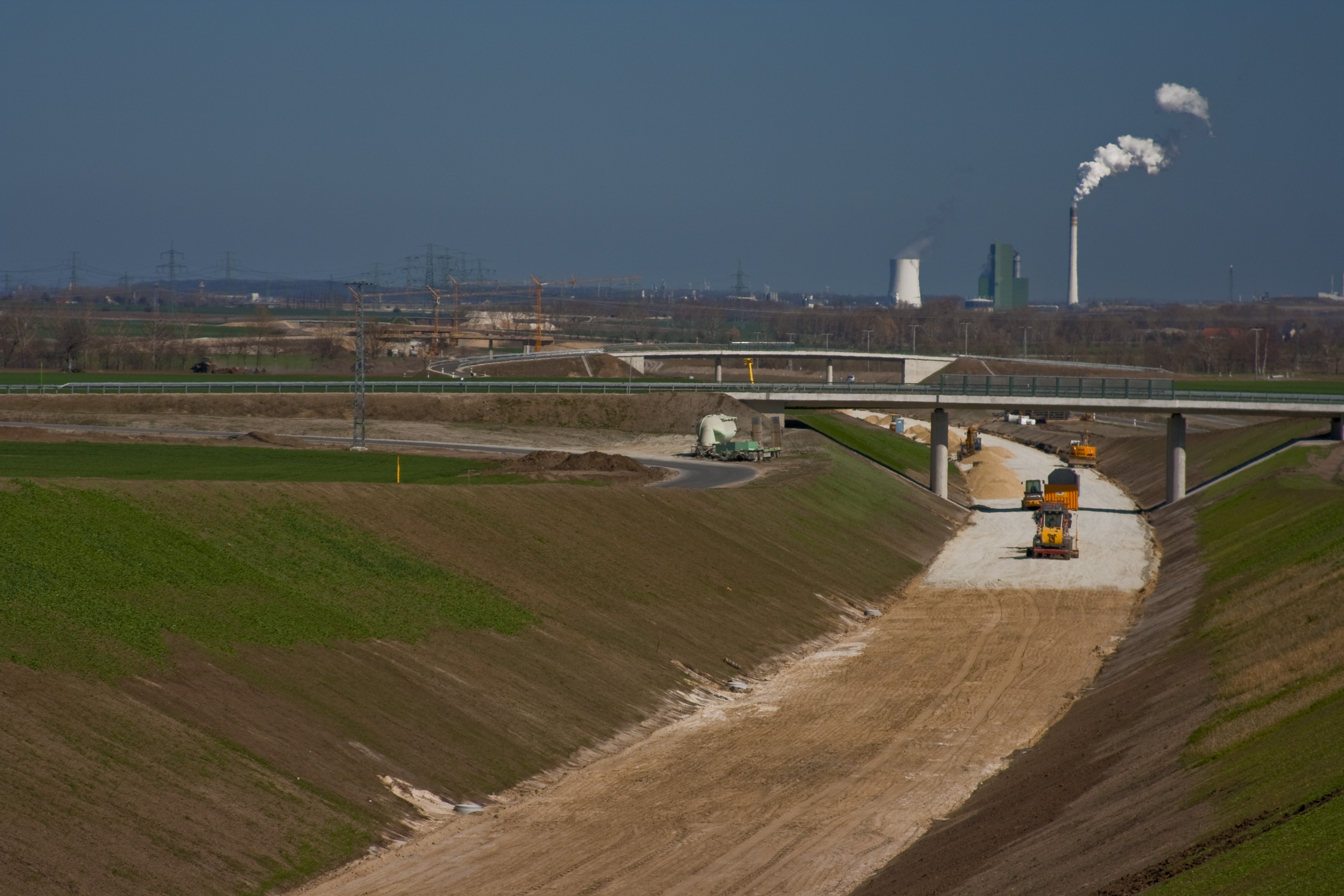
Kreuzungsbauwerk über die Schnellfahrstrecke Erfurt–Halle/Leipzig am km 21,6 (2012)

Mitte 2017 nutzten die Strecke 250 bis 350 Fahrgäste pro Tag. Die Zahlen schwankten in den vergangenen Jahren. Laut Wolfgang Ball, Sprecher der landeseigenen Nahverkehrsservice Sachsen-Anhalt GmbH, seien ein Ausbau der Stationen sowie der Strecke auf eine durchgehende Höchstgeschwindigkeit von 80 km/h nötig, um eine drohende Einstellung zu verhindern.
Die Strecke war nicht im Dieselnetz Sachsen-Anhalt enthalten, sondern wurde 2017 gemeinsam mit der Linie Weißenfels–Zeitz ausgeschrieben. Die DB Regio erhielt im Oktober 2018 den Zuschlag für das neue Netz Elster-Geiseltal und bedient die Strecke bis voraussichtlich Dezember 2032.
Bis 2024 verkehrten Reisezüge als RB 78 Merseburg Hbf–Querfurt im Stundentakt. Die Züge kreuzten zeitweilig in Mücheln deutlich nach der üblichen Symmetrieminute, 2022 kreuzten sie sich jeweils um xx:55 in Braunsbedra. Wochentags enden und beginnen einzelne Züge schon in Mücheln. Am Wochenende geschieht das zweistündlich. Die Strecke liegt vollständig im Tarifgebiet des Mitteldeutschen Verkehrsverbundes.
Der Haltepunkt Braunsbedra Ost wurde zum Fahrplanwechsel am 15. Dezember 2024 in Braunsbedra Pfännerhall umbenannt. Am selben Tag wurde die bisher auf der Strecke verkehrende Regionalbahnlinie RB 78 durch die S-Bahn-Linie S 11 ersetzt, welche über Merseburg hinaus bis Halle (Saale) verlängert wurde und im Stundentakt verkehrt. Lediglich am Sonntagvormittag besteht zwischen Mücheln und Querfurt weiterhin nur ein Zweistundentakt.

## Fahrzeugeinsatz

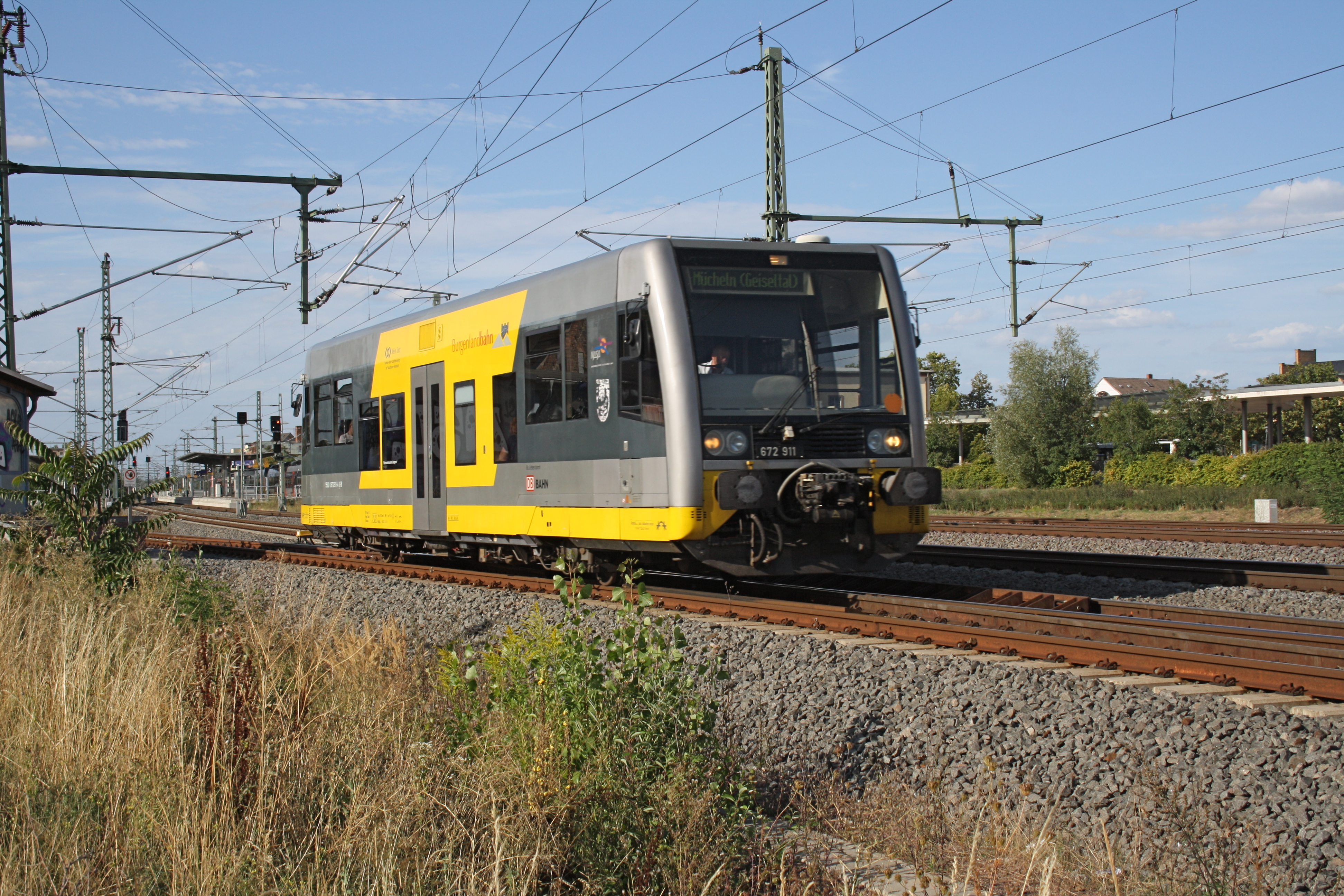
DWA LVT/S der Burgenlandbahn im Bahnhof Merseburg (2019)

Vor dem Ersten Weltkrieg wurden hauptsächlich preußische Dampflokomotiven der Baureihen T 3, T 12 und T 16 eingesetzt, ab den 1940er Jahren die Baureihe 52.
Mit der Elektrifizierung der Strecke kamen Elektrolokomotiven der Baureihen 204, 211, 242 und 244 zum Einsatz. Ab Mitte der 1960er Jahre wurden zunehmend die verbliebenen Dampflokomotiven durch Diesellokomotiven der Baureihen 110 und 118 ersetzt. In den 1980er Jahren wurden insbesondere die Baureihen 242 und 131 sowie 250 eingesetzt, dennoch waren auch weiterhin Dampflokomotiven der Baureihe 52 im Einsatz.

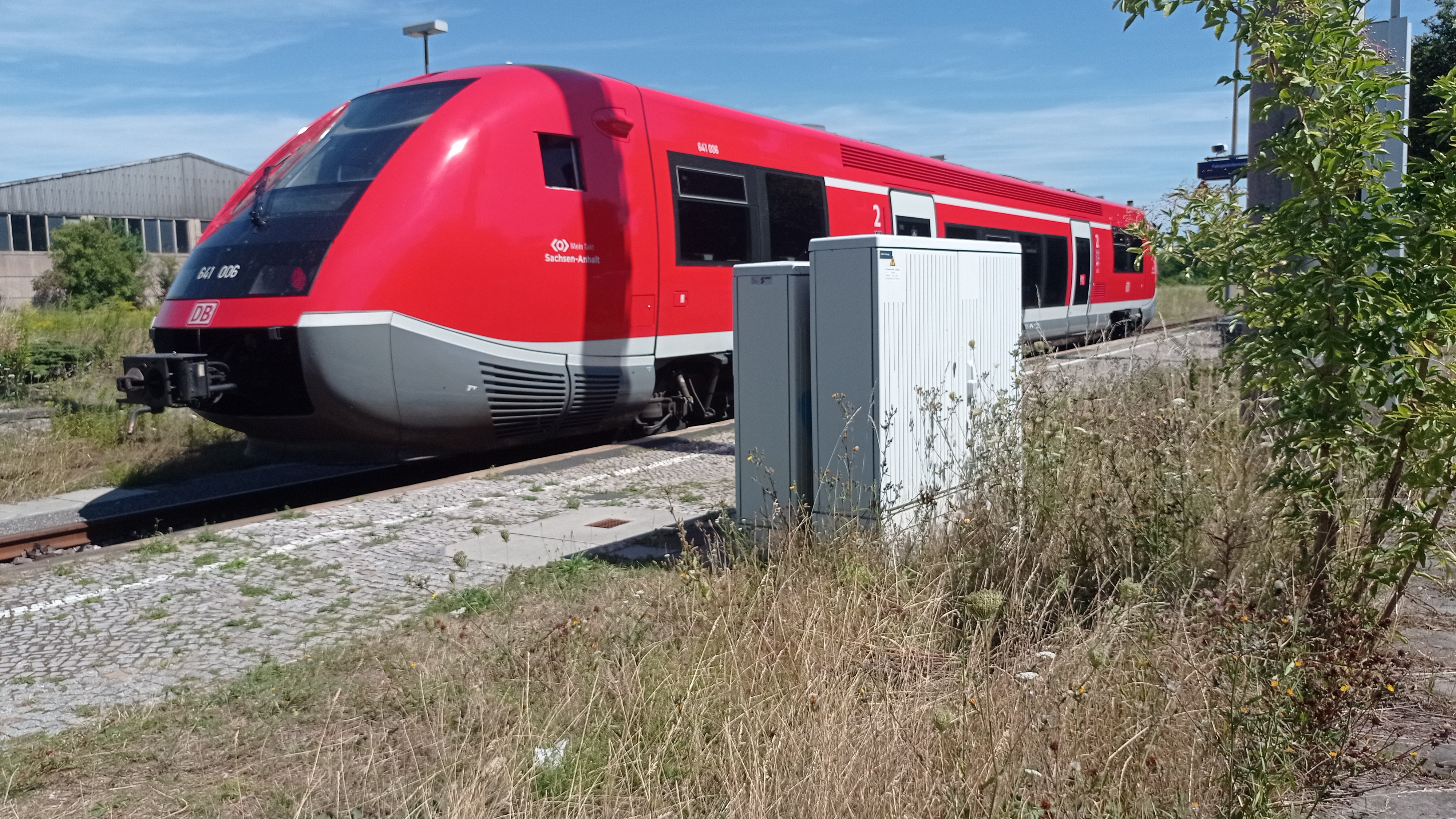
Triebwagen der Baureihe 641 als RB78 im Bahnhof Querfurt (2022)

Vor Kohleganzzügen wurden teilweise betriebseigene Lokomotiven des BKK Geiseltal und der Leunawerke eingesetzt, was eine Besonderheit im Netz der Deutschen Reichsbahn darstellte. Dies waren zunächst Dampflokomotiven der Baureihen 52 und 65, später Diesellokomotiven der Baureihen 118 und 120. Bis 1973 waren zudem noch zwei 55er als Werkloks der Brikettfabrik Beuna in Betrieb.
Die eingesetzten Wagen entsprachen jeweils dem Stand der jeweiligen Staatsbahn. Ab 1960 wurden auch Doppelstockeinheiten eingesetzt. Im Güterverkehr der 1980er Jahre kamen vor allem Selbstentladewagen der Gattung Fad sowie Kesselwagen zum Transport von Heizöl zum Einsatz.
Die Burgenlandbahn setzte Triebwagen des Typs DWA LVT/S ein. Seit Dezember 2019 verkehren Triebwagen der Baureihe 641 (Alstom Coradia A TER).